# Varzea altamazonica
Varzea altamazonica — вид сцинкоподібних ящірок родини сцинкових (Scincidae). Мешкає в Південній Америці.

## Поширення і екологія
Varzea altamazonica мешкають на заході Амазонії, на території Колумбії, Еквадору, Перу і Бразилії. Вони живуть у вологих тропічних лісах на берегах річок та у сезонно затоплюваних варзейських лісах, трапляються у вторинних лісах та на галявинах. Зустрічаються на висоті від 150 до 780 м над рівнем моря.